# Margherita Carosio
Margherita Carosio (ur. 7 czerwca 1908 w Genui, zm. 10 stycznia 2005 tamże) – włoska śpiewaczka (sopran liryczno-koloraturowy).
Śpiewu uczyła się u ojca, kompozytora Natale Carosio. W wieku 16 lat debiutowała w repertuarze estradowym, a dwa lata później (1926) w teatrze operowym w Novi Ligure w roli tytułowej Łucji z Lammermooru Donizettiego. W 1928 występowała w Covent Garden Theatre, od 1929 do końca kariery była związana z mediolańskim Teatro alla Scala. Gościnnie koncertowała m.in. w Teatrze Colon w Buenos Aires, na festiwalu w Salzburgu (1939), w Operze paryskiej (1949), w Południowej Afryce (1951) i wielu teatrach włoskich i europejskich.
Niektóre znane partie operowe:
- Oskar w Balu maskowym Verdiego
- Egloge w Neronie Mascagniego[1]
- Amelia w Amelia idzie na bal Menottiego
- Rozyna w Cyruliku sewilskim Rossiniego
- Norina w Don Pasquale Donizettiego
- Adina w Napoju miłosnym Donizettiego